# Канижа (Шентиль)
Канижа (словен. Kaniža) — поселення в общині Шентиль, Подравський регіон‎, Словенія.